# Американская ассоциация содействия развитию науки
Американская ассоциация содействия развитию науки (англ. American Association for the Advancement of Science, AAAS) — международная некоммерческая организация, заявленная цель которой заключается в содействии сотрудничеству между учёными, защите свободы исследований, поощрении научной ответственности, а также в поддержке образования и науки на благо всего человечества.
Ассоциация является крупнейшим в мире научным сообществом и издателем известного научного журнала Science, который выходит еженедельным тиражом более ста тысяч экземпляров. В 2015 году ею также основан Science Advances — рецензируемый научный междисциплинарный интернет-журнал открытого доступа.
Ассоциация основана 20 сентября 1848 года в Пенсильвании.

## Награды ассоциации
Общество присуждает ряд наград, среди которых:
- Премия Филиппа Хауге Абельсона[англ.]
- Премия Ньюкомба Кливленда[англ.]

## Президенты ассоциации
- 1848: William Charles Redfield[англ.]
- 1849: Джозеф Генри
- 1850: Александр Даллас Бейч
- 1851: Луи Агассис
- 1852: Бенджамин Пирс
- 1853: —
- 1854: Джеймс Дуайт Дана
- 1855: Джон Торри
- 1856: Джеймс Холл
- 1857: Alexis Caswell[англ.]
- 1857: Джейкоб Уитман Бейли
- 1858: Jeffries Wyman[англ.]
- 1859: Stephen Alexander[англ.]
- 1860: Исаак Леа
- 1861: —
- 1862: —
- 1863: —
- 1864: —
- 1865: —
- 1866: Frederick Augustus Porter Barnard[англ.]
- 1867: Джон Стронг Ньюберри
- 1868: Бенджамин Апторп Гулд
- 1869: John Wells Foster[англ.]
- 1870: Thomas Sterry Hunt[англ.]
- 1870: Уильям Шовене
- 1871: Эйса Грей
- 1872: J. Lawrence Smith[англ.]
- 1873: Joseph Lovering[англ.]
- 1874: Джон Лоуренс Леконт
- 1875: Julius Erasmus Hilgard[англ.]
- 1876: William Barton Rogers[англ.]
- 1877: Саймон Ньюком
- 1878: Отниел Чарлз Марш
- 1879: Джордж Фредерик Баркер
- 1880: Льюис Генри Морган
- 1881: Джордж Джарвис Браш
- 1882: Джон Уильям Доусон
- 1883: Чарлз Огастес Янг
- 1884: John Peter Lesley[англ.]
- 1885: Хьюберт Энсон Ньютон
- 1886: Edward S. Morse[англ.]
- 1887: Сэмюэл Пирпонт Лэнгли
- 1888: Джон Уэсли Пауэлл
- 1889: Thomas Corwin Mendenhall[англ.]
- 1890: George Lincoln Goodale[англ.]
- 1891: Albert Benjamin Prescott[англ.]
- 1892: Joseph LeConte[англ.]
- 1893: William Harkness[англ.]
- 1894: Daniel Garrison Brinton[англ.]
- 1895: Эдвард Уильямс Морли
- 1896: Теодор Гилл
- 1896: Эдвард Коп
- 1897: Wolcott Gibbs[англ.]
- 1897: William John McGee[англ.] (Acting President)
- 1898: Frederic Ward Putnam[англ.]
- 1899: Карл Гилберт
- 1899: Marcus Benjamin[англ.]
- 1899: Edward Orton, Sr.[англ.]
- 1900: Robert Simpson Woodward[англ.]
- 1901: Charles Sedgwick Minot[англ.]
- 1902: Ремсен, Айра
- 1902: Асаф Холл
- 1903: Кэррол Дэвидсон Райт
- 1904: Уильям Джилсон Фарлоу
- 1905: Calvin M. Woodward[англ.]
- 1906: Уильям Генри Уэлч
- 1907: Edward Leamington Nichols[англ.]
- 1908: Thomas Chrowder Chamberlin[англ.]
- 1909: Дэвид Старр Джордан
- 1910: Майкельсон, Альберт Абрахам
- 1911: Чарльз Эдвин Бесси
- 1912: Эдуард Чарлз Пикеринг
- 1913: Эдмунд Бичер Уилсон
- 1914: Charles William Eliot[англ.]
- 1915: Уильям Уоллес Кэмпбелл
- 1916: Чарлз Ван Хайз
- 1917: Теодор Уильям Ричардс
- 1918: Джон Мерл Коултер
- 1919: Саймон Флекснер[5]
- 1920: Leland Ossian Howard[англ.]
- 1921: Элиаким Гастингс Мур
- 1922: J. Playfair McMurrich[англ.]
- 1923: Чарлз Дулиттл Уолкотт
- 1924: Джеймс Маккин Кеттелл
- 1925: Михаил Пупин
- 1926: Либерти Хайд Бейли
- 1927: Артур Амос Нойес
- 1928: Генри Фэрфилд Осборн
- 1929: Роберт Эндрюс Милликен
- 1930: Томас Хант Морган
- 1931: Франц Боас
- 1932: Джон Джекоб Абель
- 1933: Генри Норрис Расселл
- 1934: Эдвард Ли Торндайк
- 1935: Карл Тэйлор Комптон
- 1936: Эдвин Конклин
- 1937: Джордж Дейвид Биркгоф
- 1938: Уэсли Клэр Митчелл
- 1939: Уолтер Брэдфорд Кеннон
- 1940: Алберт Фрэнсис Блексли
- 1941: Ирвинг Ленгмюр
- 1942: Артур Холли Комптон
- 1943: Исайя Боумен
- 1944: Anton Julius Carlson[англ.]
- 1945: Джеймс Брайант Конант
- 1946: Чарльз Кеттеринг
- 1947: Харлоу Шепли
- 1948: Edmund Ware Sinnott[англ.]
- 1949: Elvin C. Stakman[англ.]
- 1950: Роджер Адамс
- 1951: Kirtley Fletcher Mather[англ.]
- 1952: Детлев Вулф Бронк
- 1953: Эдвард Улер Кондон
- 1954: Warren Weaver[англ.]
- 1955: Джордж Уэлс Бидл
- 1956: Paul B. Sears[англ.]
- 1957: Laurence H. Snyder[англ.]
- 1958: Wallace R. Brode[англ.]
- 1959: Paul E. Klopsteg[англ.]
- 1960: Chauncey D. Leake[англ.]
- 1961: Thomas Park[нем.]
- 1962: Paul Magnus Gross[англ.]
- 1963: Alan Tower Waterman[англ.]
- 1964: Laurence McKinley Gould[англ.]
- 1965: Генри Эйринг
- 1966: Alfred S. Romer[англ.]
- 1967: Don K. Price[англ.]
- 1968: Walter Orr Roberts[англ.]
- 1969: Бентли Глас
- 1970: Athelstan Spilhaus[англ.]
- 1971: Mina Rees[англ.]
- 1972: Гленн Теодор Сиборг
- 1973: Leonard M. Rieser[англ.]
- 1974: Роджер Ревелл
- 1975: Маргарет Мид
- 1976: William D. McElroy[англ.]
- 1977—1978: Эмилио Даддарио
- 1979: Edward E. David Jr.[англ.]
- 1980: Кеннет Боулдинг
- 1981: Frederick Mosteller[англ.]
- 1982: D. Allan Bromley[англ.]
- 1983: Элинор Маргерит Бербидж
- 1984: Anna J. Harrison[англ.]
- 1985: David A. Hamburg[англ.]
- 1986: Gerard Piel[англ.]
- 1987: Lawrence Bogorad[англ.]
- 1988: Sheila E. Widnall[англ.]
- 1989: Уолтер Мэсси
- 1990: Richard C. Atkinson[англ.]
- 1991: Donald N. Langenberg[англ.]
- 1992: Леон Макс Ледерман
- 1993: Шервуд Роуланд
- 1994: Eloise E. Clark[англ.]
- 1995: Франсиско Хосе Айала
- 1996: Рита Колвелл
- 1997: Джейн Любченко
- 1998: Милдред Дресселгауз
- 1999: M. R. C. Greenwood[англ.]
- 2000: Стивен Джей Гулд
- 2001: Mary L. Good[англ.]
- 2002: Питер Рейвен
- 2003: Floyd E. Bloom[англ.]
- 2004: Мэри Эллен Эйвери
- 2005: Ширли Энн Джексон
- 2006: Gil Omenn[англ.]
- 2007: Джон Холдрен
- 2008: Дейвид Балтимор
- 2009: Джеймс Маккарти
- 2010: Агре, Питер
- 2011: Alice S. Huang[англ.]
- 2012: Нина Фёдорова
- 2013: Уильям Генри Пресс
- 2014: Шарп, Филлип
- 2015: Джералд Финк
- 2016: Джеральдин Ричмонд
- 2017: Сьюзан Хокфилд
- 2018: Margaret Hamburg[англ.]